# Saison 2 d'Histoires fantastiques
Chronologie
Saison 1
Cet article présente le guide des épisodes de la deuxième saison de la série télévisée Histoires fantastiques.

## Épisode 1:La bague
- États-Unis : 22 septembre 1986
- France :

- Danny DeVito

## Épisode 2:La formule magique
- États-Unis : 29 septembre 1986
- France :

- Jon Cryer
- Joan Willette

## Épisode 3:Samedi magique
- États-Unis : 6 octobre 1986
- France :

- M. Emmet Walsh
- Taliesin Jaffe

## Épisode 4:Un vrai cauchemar
- États-Unis : 13 octobre 1986
- France :

- David Hollander
- Steve Antin
- Christina Applegate

## Épisode 5:Vous avez intérêt à me croire
- États-Unis : 20 octobre 1986
- France :

- Charles Durning

## Épisode 6:Le grand truc
- États-Unis : 3 novembre 1986
- France :

- Hayley Mills
- Dick Miller

## Épisode 7:La chaise électrique
- États-Unis : 10 novembre 1986
- France :

- Patrick Swayze
- Hector Elizondo
- James T. Callahan
- Kevin Hagen

## Épisode 8:La mauvaise tête
- États-Unis : 21 novembre 1986
- France :

- Christopher Lloyd
- Scott Coffey

## Épisode 9:Un puits d’or
- États-Unis : 24 novembre 1986
- France :

- David Carradine
- Kyra Sedgwick

## Épisode 10:Le plus gros potiron
- États-Unis : 1er décembre 1986
- France :

- Polly Holliday
- June Lockhart

## Épisode 11:Et si jamais ...
- États-Unis : 8 décembre 1986
- France :

- Jake Hart
- Clare Kirkconnell

## Épisode 12:Mémoire éternelle
- États-Unis : 29 décembre 1986
- France :

- Jeffrey Jones
- Robert Axelrod
- Katherine Borowitz

## Épisode 13:L'auto-stoppeuse
- États-Unis : 12 janvier 1987
- France :

- Kathy Baker
- Priscilla Pointer

## Épisode 14:Un flic en moins
- États-Unis : 19 janvier 1987
- France :

- Max Gail
- Kate McNeil

## Épisode 15:Lucy
- États-Unis : 2 février 1987
- France :

- Robert Townsend
- Michael Lerner

## Épisode 16:Chien de salon
- États-Unis : 16 février 1987
- France :

## Épisode 17:L'esprit de Gershwin
- États-Unis : 13 mars 1987
- France :

- Bob Balaban
- Lainie Kazan
- Dana Gladstone

## Épisode 18:Surprenant voisinage
- États-Unis : 20 mars 1987
- France :

- Adam Ant
- Frederick Coffin
- Marcia Strassman
- Ian Fried

## Épisode 19:Sans Diana
- États-Unis : 27 mars 1987
- France :

- Billy Green Bush (en) (George Willoughby)
- Dianne Hull (Kathryn Willoughby)
- Gennie James (Diana)

## Épisode 20:Destination Altarus
- États-Unis : 3 avril 1987
- France :

- Stephen Geoffreys
- Kristen Vigard
- Dennis Lipscomb
- Mary Ellen Trainor

## Épisode 21:Miss Galaxie
- États-Unis : 10 avril 1987
- France :

- Dick Shawn (Joe Willoughby)
- Weird Al Yankovic (l'Alien)
- Laraine Newman